# Хуту (Хабаровский край)
Хуту — село в Ванинском районе Хабаровского края, входит в состав Уська-Орочского сельского поселения.

## Население
| 2002 | 2010 | 2011 | 2012 | 2021 |
| ---- | ---- | ---- | ---- | ---- |
| 37   | ↘14  | →14  | ↘13  | ↘0   |